# Cecilia Knutsdotter av Danmark
Cecilia Knutsdotter (danska: Cæcilia af Danmark, Cæcilia Knudsdatter), född 1081/85, död efter 1131, dansk kungadotter. Hon var dotter till kung Knut den helige  av Danmark och Adele av Flandern och syster till Ingegärd Knutsdotter. Gift med Erik jarl i Västergötland.
Då hennes far avsattes år 1086 lämnade hennes mor Danmark och återvände till Flandern, medan Cecilia och hennes syster följde med sin farbror Erik Ejegod och hans hustru Bodil, som blev deras fosterföräldrar, till exil i Sverige. Systrarna blev båda gifta med svenska stormän. Cecilia återvände till Danmark med sin man, där maken blev Jarl över Falster och paret bosatte sig på Haraldsted vid Ringsted. Hon omtalas senast 7 januari 1131, då Knud Lavard skulle besöka dem sedan han firat julen hos kung Niels i Roskilde. Cecilia misstänkte att Knud skulle bli dödad och försökte förgäves få honom att avstå från sitt möte med Nils son Magnus. Knud mördades alltså (sannolikt) av sin kusin och rival Magnus den 7 januari 1131. Efter helgonförklaring av Knud fick denna dag benämningen Knudsdagen (Tjugondag Knut). I samband med ändring av kalendern under 1600-talet kom Knutsdagen istället att infalla den 13 januari.
Cecilia hade sönerna Knut och Carl. Samt dottern Inger Eriksdatter.

### Fotnoter
1. 1 2 3  Leo van de Pas, Genealogics, 2003, läs online och läs online.[källa från Wikidata]
2. 1 2  Darryl Roger Lundy, The Peerage.[källa från Wikidata]